# صنایع سنگین هیوندای
صنایع سنگین هیوندای شرکت صنایع سنگین کره‌ای است، که بزرگترین شرکت کشتی‌سازی جهان به‌شمار می‌رود و شرکت تابعه‌ای از گروه صنایع سنگین هیوندای است.
گروه صنایع سنگین هیوندای در سال ۱۹۷۲ توسط شرکت هیوندای راه‌اندازی شد و امروزه در ۸ شاخه فعالیت می‌کند، که عبارتند از: کشتی‌سازی، مهندسی و ساخت سازه‌های دریایی، احداث کارخانجات صنعتی، تجهیزات سنگین و موتورهای درون‌سوز، تجهیزات الکتریکی، رباتیک و انرژی تجدیدپذیر.
در ژوئیه ۲۰۲۱، سهام مدیریتی ۳۰ درصدی Doosan Infracore که بخش تولید موتور و تجهیزات سنگین گروه دوسان است و شامل باب‌کت نیز می‌شود، توسط گروه صنایع سنگین هیوندای در ازای ۷۲۲٫۴۵ میلیون دلار خریداری شد و با بخش تولید تجهیزات سنگین هیوندای ادغام گردید که اکنون با نام Hyundai Genuine شناخته می‌شود.
دفتر مرکزی این شرکت در شهر اولسان، کره جنوبی قرار دارد و سهام آن در بازار بورس کره معامله می‌شود. این شرکت مالک و سرمایه‌گذار اصلی باشگاه فوتبال اولسان هیوندای محسوب می‌شود.